# Tom Principato
Tom Principato (* 1. Juni 1952 in der Metropolregion Washington) ist ein amerikanischer Sänger, Gitarrist und Songschreiber des Electric Blues und Bluesrock. Seine Vorbilder sieht er in den Gitarrenvirtuosen B. B. King, Roy Buchanan und Danny Gatton. Landesweite Tourneen in den USA sowie in Kanada und Europa ergänzen die traditionellen Auftritte Principatos in der Region Washington, D.C., Maryland und Virginia. Der regionale „Wammy“-Award wurde ihm mehr als 25-mal verliehen.

## Leben und Karriere

### Anfänge
Ein bei Ancestry publiziertes öffentliches Register verzeichnet neben dem Geburtsdatum den ersten Wohnsitz in Fairfax (Virginia), einem Vorort von Washington, D.C. 1967–1969 wird Principato in den Jahrbüchern der High School von Falls Church mit den Vornamen Tom oder Thomas geführt. Nach dem Schulabschluss 1970 führte ihn der Weg im Januar 1971 nach Boston.
Inspiriert von der im Elternhaus gespielten Musik von Chet Atkins, Les Paul und Charlie Christian, hatte Principato bereits mit elf Jahren zur Gitarre gegriffen. Spätere Vorbilder waren Roy Buchanan und Danny Gatton, mit denen er als Teenager in den Musikclubs von Georgetown (Washington, D.C.) in Berührung kam. Die namhaften Gitarristen Jimi Hendrix, Eric Clapton und Mike Bloomfield weckten Principatos Interesse am Blues. Wirklich entscheidend für seinen musikalischen Weg wurden drei aufeinanderfolgende Abende im The Cellar Door Club: „Ich beschloss, stets zu versuchen, Emotionen und Inspiration so zu vermitteln, wie B. B. King sie im Dezember 1969 neun Konzerte lang in jede Note jedes Auftritts einfließen ließ. Es hat mein Leben buchstäblich verändert.“

### Bandleader und Sessionmusiker
Die erste in Boston gegründete Band scheiterte, dann folgte Powerhouse – und 1975 die erste aufgenommene LP. Mehr noch als „Night Life“ steigerten quirlige Live-Shows und -Gigs die Popularität der Band. 1980 ging Principato mit Geoff Muldaur auf Tour und nahm als Teil des Ensembles Geoff Muldaur and His Bad Feet ein Album mit dem Titel „I Ain’t Drunk“ auf. Danach arbeitete er als Sessionmusiker und spielte sowohl im Studio als auch bei Konzerten zusammen mit Sunnyland Slim, Billy Price, Big Mama Thornton und James Montgomery. Gemeinsam mit Jimmy Thackery nahm er mit der Band Assassins zwei Alben auf: „No Previous Record“ (1986) und „Partners in Crime“ (1987). Letztere Aufnahme brachte dem Gitarristen Principato einen der ersten Wammies (Washington Area Music Awards) ein (s. u.).
1981 war Principato nach Washington D.C. zurückgekehrt. Obwohl die Powerhouse Blues Band nicht mehr existierte, verwendet er diesen Namen für ein Plattenlabel. Powerhouse Records wurde 1983 ins Leben gerufen, um das einstige Album „Night Life“ neu aufzulegen (1985).

### Solomusiker und The Tom Principato Band
Das Jahr 1984 markiert den Start der Solokarriere und die gemeinsam mit Danny Gatton aufgenommenen, dann als Album publizierten Live-Sessions. Mit The Tom Principato Band tourte der Gitarrist durch Clubs und Festivals in den USA, Kanada und Europa, darunter Norwegen, Schweden, Deutschland, Belgien, Holland, Schweiz, Österreich, Frankreich, Slowenien, Finnland, Italien, Spanien, Portugal und Griechenland sowie in der Türkei. Am 15. Juli 2011 trat die Band beim Montreux Jazz Festival im Parc Vernex auf.
Zum Werk gehören außerdem zwei DVDs, die Aufzeichnung einer TV-Show zusammen mit Gatton („Blazing Telecasters“, 1984) und eine Retrospektive seiner Karriere („Anniversary DVD“, 2004). 2020, 2022 und 2024 war Principato obendrein als Autor aktiv (s. u.).
Seit den 1990er Jahren tritt Principato für Fender Musical Instruments Corporation, Seymour Duncan, DR Handmade Strings, Curt Mangan und Roger Mayer als Markenbotschafter auf.
Zum 50. Karriere-Jubiläum erschien die Doppel-CD „50 Years Live“. Die COVID-19-Pandemie hatte Principato 2020 zu einer Konzertpause veranlasst, die er neben dem Schreiben seiner Erinnerungen für eine Zusammenstellung seiner bis dahin unveröffentlichten Live-Auftritte nutzte. Die ältesten waren 1979 mit Powerhouse in einem Club in Massachusetts entstanden. Im Interview mit The Washington Post kündigte er eine weitere Anthologie mit Studioaufnahmen, an. Sie erschien unter dem Titel „Down The Road“.
Zum Zeitpunkt dieses Interview lebte Tom Principato in Falls Church, Washington D.C.

## Diskografie
Von 1984 bis 2022 hat Principato 24 Soloalben sowie vier Kollaborationsalben aufgenommen:
| Jahr | Titel                                                  | Label(s)                               | Musiker                                       |
| ---- | ------------------------------------------------------ | -------------------------------------- | --------------------------------------------- |
| 1984 | Blazing Telecasters                                    | Powerhouse Records                     | Danny Gatton / Tom Principato (live album)    |
| 1985 | Smokin'                                                | Powerhouse Records                     | Tom Principato                                |
| 1989 | I Know What You're Thinkin'...                         | Powerhouse Records / Sting Music       | The Tom Principato Band                       |
| 1991 | In Orbit                                               | Powerhouse Records / Ichiban Records   | Tom Principato featuring Powerhouse           |
| 1991 | Hot Stuff!                                             | Powerhouse Records / Ichiban Records   | Tom Principato                                |
| 1992 | Tip of the Iceberg                                     | Powerhouse Records                     | Tom Principato                                |
| 1995 | In the Clouds                                          | Powerhouse Records / Ichiban Records   | Tom Principato                                |
| 1998 | Really Blue                                            | Ichiban Records                        | Tom Principato                                |
| 2000 | Live and Kickin'                                       | Powerhouse Records                     | Tom Principato (live album)                   |
| 2000 | Not One Word                                           | Powerhouse Records                     | Tom Principato                                |
| 2001 | Play It Cool                                           | DixieFrog Records                      | Tom Principato                                |
| 2001 | Blue Licks & Voodoo Things                             | DixieFrog Records                      | Tom Principato                                |
| 2001 | Live in Europe 1988                                    | Powerhouse Records                     | The Tom Principato Band (live album)          |
| 2002 | Fingers on Fire                                        | Powerhouse Records                     | Tom Principato and Pete Kennedy               |
| 2003 | Blues Over the Years                                   | Voodoo Records / DixieFrog Records     | Tom Principato                                |
| 2003 | House on Fire                                          | Powerhouse Records                     | Tom Principato                                |
| 2005 | Oh No! More Blazing Telecasters                        | Powerhouse Records                     | Danny Gatton / Tom Principato (live album)    |
| 2005 | Guitar Gumbo                                           | Powerhouse Records / DixieFrog Records | Tom Principato                                |
| 2008 | Raising the Roof!                                      | DixieFrog Records                      | The Tom Principato Band                       |
| 2010 | A Part of Me                                           | Powerhouse Records / DixieFrog Records | Tom Principato                                |
| 2012 | Guitars on Fire : Live at Chez Paulette                | Powerhouse Records                     | Fred Chapellier / Tom Principato (live album) |
| 2013 | Robert Johnson Told Me So                              | Powerhouse Records                     | Tom Principato                                |
| 2015 | Live & Still Kickin                                    | Powerhouse Records                     | Tom Principato                                |
| 2020 | House on Fire [Live in Europe]                         | Powerhouse Records                     | Tom Principato (live album)                   |
| 2021 | Fifty Years Live                                       | Powerhouse Records                     | Tom Principato                                |
| 2021 | Down The Road                                          | Powerhouse Records                     | Tom Principato                                |
| 2021 | Really Blue Anniv. Ed.                                 | Powerhouse Records                     | Tom Principato                                |
| 2022 | It's Tele Time! Tribute to Roy Buchanan & Danny Gatton | Powerhouse Records                     | Tom Principato                                |

## Publikationen
- „Open-String Guitar Chords“, 104 S., Hal Leonard Verlag, Milwaukee, Wisc. 2000. ISBN 978-0634004780 (englisch).
- „They Tell Me I Had A Good Time“, BookBaby (Selfpublishing), Pennsauken, N.J. 2020, ISBN 978-1098304126 (englisch)
- „The Tom Principato Real Book“ (Notenheft), 2024

## Auszeichnungen
- „Wammy“-Awards der Washington Area Music Association (WAMA) im Genre Blues:[13]

- 1987, 1988, 1992, 1995, 1996, 1999, 2000, 2001, 2004, 2005, 2009, 2013 Bester Instrumentalist
- 1987, 1997, 2006 Bester männlicher Sänger
- 1987, 1988, 1999 Beste Band (Tom Principato Band)
- 1987, 1988, 1999, 2003, 2006, 2008, 2011, 2013 Beste Aufnahme für „Partners in Crime“ (1987, zus. mit den Assassins), „I Know What You're Thinkin‘“ (1988), „Live and Kickin‘“ (1999), „House on Fire“ (2003), „Guitar Gumbo“ (2006), „Raising the Roof“ (2008), „A Part Of Me“ (2011), „Robert Johnson Told Me So“ (2013)
- 2006 Song of the Year („If Love Is Blind“/„The Thrillbillys“)
- 2011 Plattendesign für „A Part Of Me“
- Die auf der Musiker-Website erwähnten Wammy Awards von 1986 – bestes Blues-Album („Smokin‘“), bester männlicher Bluessänger und bester Blues-Instrumentalist – sind im Archiv der WAMA als „nicht vergeben“ geführt.

## Stimmen zu Principato
„Er hat ein enormes Talent, in seinen Soli Geschichten zu erzählen; er spielt keine ,Standard‘-Licks.“ (He has an enormous talent at telling stories in his solos; he doesn't play 'standard' licks.) Pat Metheny im Interview mit dem Guitarist Magazine, Frankreich, ca. 1995
„Es ist sein Können an der Gitarre, das Aufmerksamkeit verdient. Principato wechselt mühelos die Töne … Er ist ein exzellenter Notenwechsler und ein prägnanter, kämpferischer Spieler mit einem erfahrenen Gehör für den Aufbau mehrerer Höhepunkte in seinen Soli.“ (It’s his guitar prowess that merits attention. Principato effortlessly shifts tones…He’s an excellent note-bender and a concise, gritty player with an experienced ear for building to multiple climaxes in his solos.) Dave Hiltbrand, People Magazine
„Tom war immer schon immer einer der versiertesten Gitarristen, die ich je gehört habe. Er kann den Geist von Blues, Jazz, Rock ‘n‘ Roll, Swing, Latin, Cajun, Country, Rockabilly, R&B oder Standards wie ein Meister und nicht wie ein Dilettant einfangen.“ (Tom was always one of the most accomplished guitar players I’ve ever heard. He can capture the spirit of Blues, Jazz, Rock ’n’ Roll, Swing, Latin, Cajun, Country, Rockabilly, R&B, or standards as a master rather than as a dilettante.) Bob Margolin, BluesWax, 9. Februar 2006